# Andrei Sîntean
Andrei Sîntean Mezin (Timișoara, 16 giugno 1999) è un calciatore rumeno, attaccante del Gloria Lunca-Teuz Cermei.

## Caratteristiche tecniche
È un centravanti.

## Carriera

### Club
Cresciuto nel settore giovanile del SSU Politehnica Timișoara, debutta in prima squadra il 22 settembre 2015 in occasione dell'incontro di Cupa României vinto 2-0 contro il Râmnicu Vâlcea. Nel 2017 viene acquistato dallo Slavia Praga che lo aggrega per una stagione alla propria squadra B. Nel 2018 viene ceduto in prestito fino a gennaio al Viktoria Žižkov, e poi al Sepsi fino al termine della stagione. Nel luglio 2019 fa ritorno in patria firmando con l'Hermannstadt.

### Nazionale
Ha giocato nelle nazionali giovanili rumene Under-16, Under-17, Under-19 ed Under-21.
Ha partecipato ai Giochi Olimpici di Tokyo.

## Statistiche
Statistiche aggiornate al 27 gennaio 2021.

### Presenze e reti nei club
| Stagione                  | Squadra                   | Campionato                | Campionato | Campionato | Coppe nazionali | Coppe nazionali | Coppe nazionali | Coppe continentali | Coppe continentali | Coppe continentali | Altre coppe | Altre coppe | Altre coppe | Totale | Totale | Totale |
| Stagione                  | Squadra                   | Comp                      | Pres       | Reti       | Comp            | Pres            | Reti            | Comp               | Pres               | Reti               | Comp        | Pres        | Reti        | Pres   | Reti   |        |
| ------------------------- | ------------------------- | ------------------------- | ---------- | ---------- | --------------- | --------------- | --------------- | ------------------ | ------------------ | ------------------ | ----------- | ----------- | ----------- | ------ | ------ | ------ |
| 2015-2016                 | SSU Politehnica Timișoara | L1                        | 0          | 0          | CR+CdL          | 1+0             | 0               |                    | -                  | -                  |             | -           | -           | 1      | 0      |        |
| 2016-2017                 | SSU Politehnica Timișoara | L1                        | 2          | 0          | CR+CdL          | 1+0             | 0               |                    | -                  | -                  |             | -           | -           | 3      | 0      |        |
| Totale ASC Poli Timişoara | Totale ASC Poli Timişoara | Totale ASC Poli Timişoara | 2          | 0          |                 | 2               | 0               |                    | -                  | -                  |             | -           | -           | 4      | 0      |        |
| 2018-2019                 | Viktoria Žižkov           | FNL                       | 10         | 1          | CRC             | 1               | 0               |                    | -                  | -                  |             | -           | -           | 11     | 1      |        |
| 2018-2019                 | Sepsi                     | L1                        | 2          | 0          | CR              | 0               | 0               |                    | -                  | -                  |             | -           | -           | 2      | 0      |        |
| 2019-2020                 | Hermannstadt              | L1                        | 6          | 0          | CR              | 2               | 0               |                    | -                  | -                  |             | -           | -           | 8      | 0      |        |
| 2020-2021                 | Hermannstadt              | L1                        | 15         | 2          | CR              | 0               | 0               |                    | -                  | -                  |             | -           | -           | 15     | 2      |        |
| Totale Hermannstadt       | Totale Hermannstadt       | Totale Hermannstadt       | 21         | 2          |                 | 2               | 0               |                    | -                  | -                  |             | -           | -           | 23     | 2      |        |
| Totale carriera           | Totale carriera           | Totale carriera           | 35         | 3          |                 | 5               | 0               |                    | -                  | -                  |             | -           | -           | 40     | 3      |        |